# Pomnik Askarysów
Pomnik Askarysów (ang. Askari Monument, suahili Sanamu ya Askari) – pomnik w Dar es Salaam w Tanzanii, upamiętniający askarysów (tubylczych żołnierzy afrykańskich sił kolonialnych), którzy walczyli dla Wielkiej Brytanii w szeregach Korpusu Transportowego (ang. Carrier Corps) w czasie I wojny światowej. Pomnik znajduje się na środku ronda na skrzyżowaniu ulic Samora Avenue i Maktaba Street. Odsłonięty został w 1927 roku.
Głównym elementem pomnika jest odlana z brązu postać żołnierza (sw. askari) w mundurze z okresu I wojny światowej, trzymającego w rękach karabin z bagnetem. Posąg stoi na postumencie, na którym umieszczono pamiątkowe plakiety z inskrypcjami w języku angielskim oraz suahili (transkrypcja łacińska oraz arabska) oraz płaskorzeźbami przedstawiającymi żołnierzy i tragarzy Korpusu Transportowego. Autorem pomnika jest brytyjski rzeźbiarz James Alexander Stevenson, używający pseudonimu „Myrander”. Autorstwo inskrypcji przypisywane jest Rudyardowi Kiplingowi.
W miejscu, gdzie znajduje się pomnik Askarysów stał wcześniej, odsłonięty w 1911 roku pomnik gubernatora Niemieckiej Afryki Wschodniej, odkrywcy i dowódcy wojskowego, majora Hermanna von Wissmanna. Niemiecki monument zdemontowano po zdobyciu miasta przez siły brytyjskie w 1916 roku.
Podobne pomniki poświęcone żołnierzom afrykańskim walczącym w czasie I wojny światowej wzniesiono na terenie ówczesnej Brytyjskiej Afryki Wschodniej w Mombasie i Nairobi.
W czasie akcji sprzątania, związanej z obchodami Święta Niepodległości 9 grudnia 2015 roku, pomnik został pomalowany farbą, w celu poprawy jego wyglądu, bez konsultacji z konserwatorem zabytków. Postument pomalowano na żółto, posąg z brązu na czarno. W 2016 roku Komisja Grobów Wojennych Wspólnoty Narodów  oczyściła brązowy posąg z farby.

## Galeria

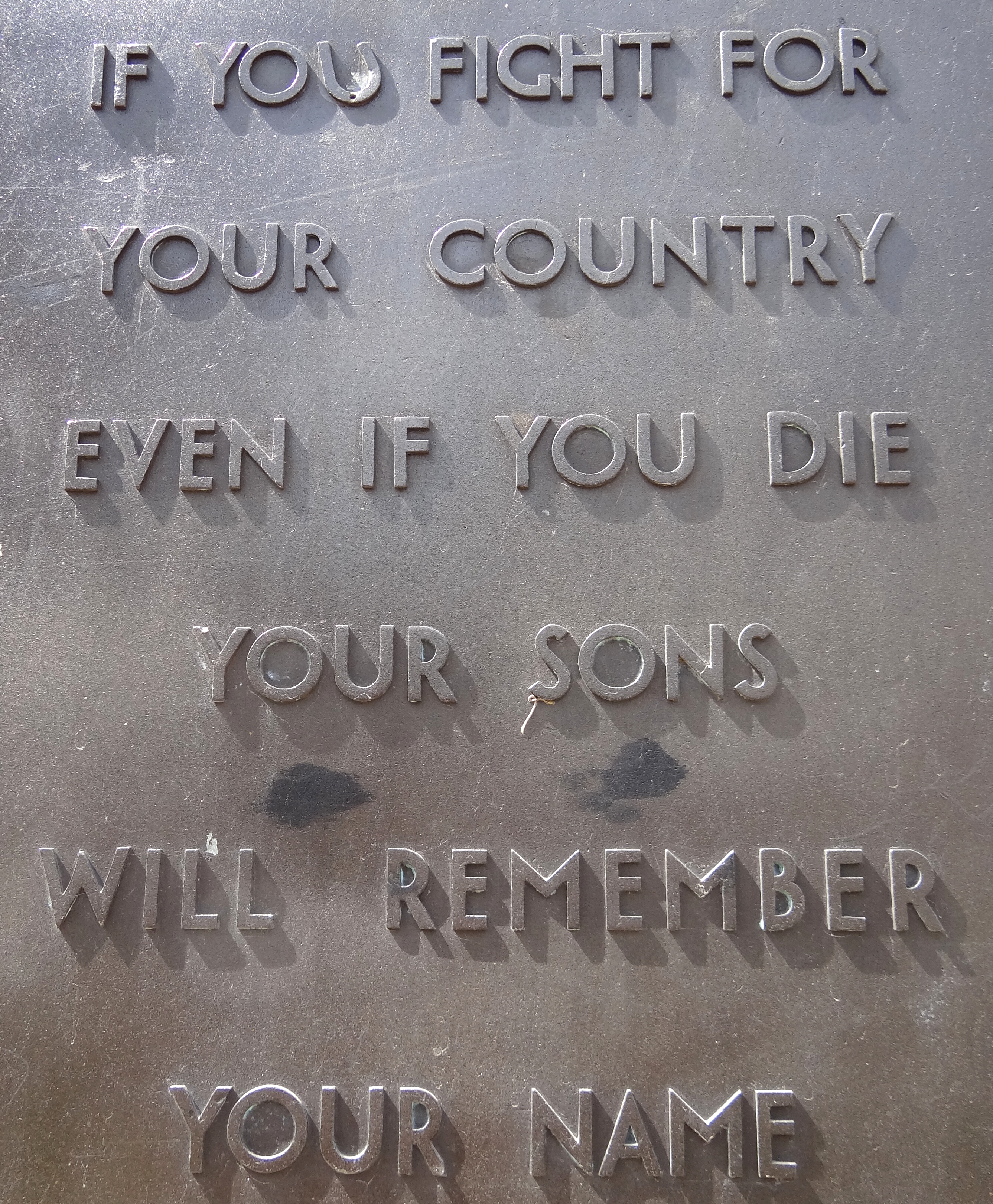
Inskrypcja – tekst angielski
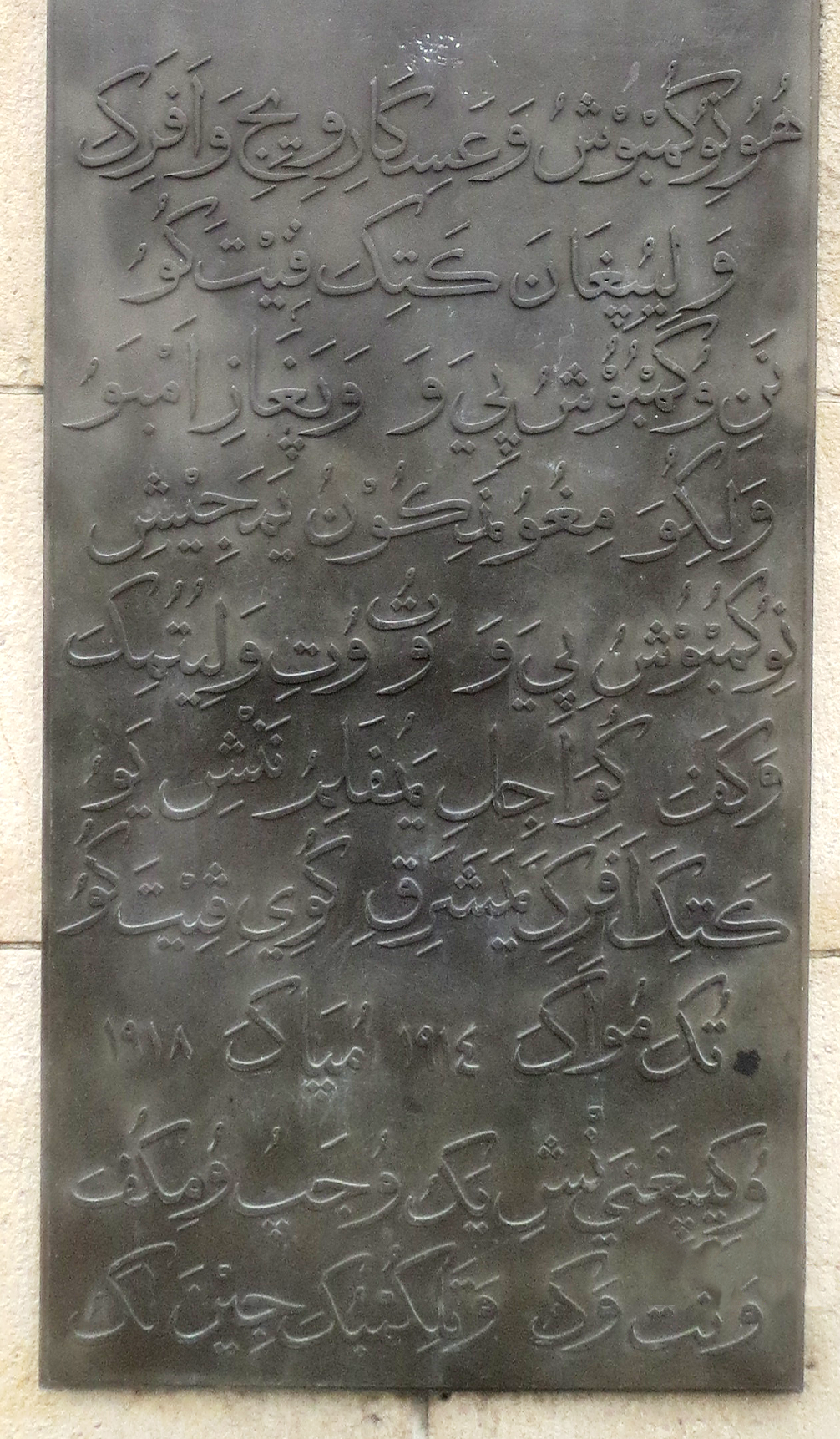
Inskrypcja – tekst w suahili (zapis arabski)
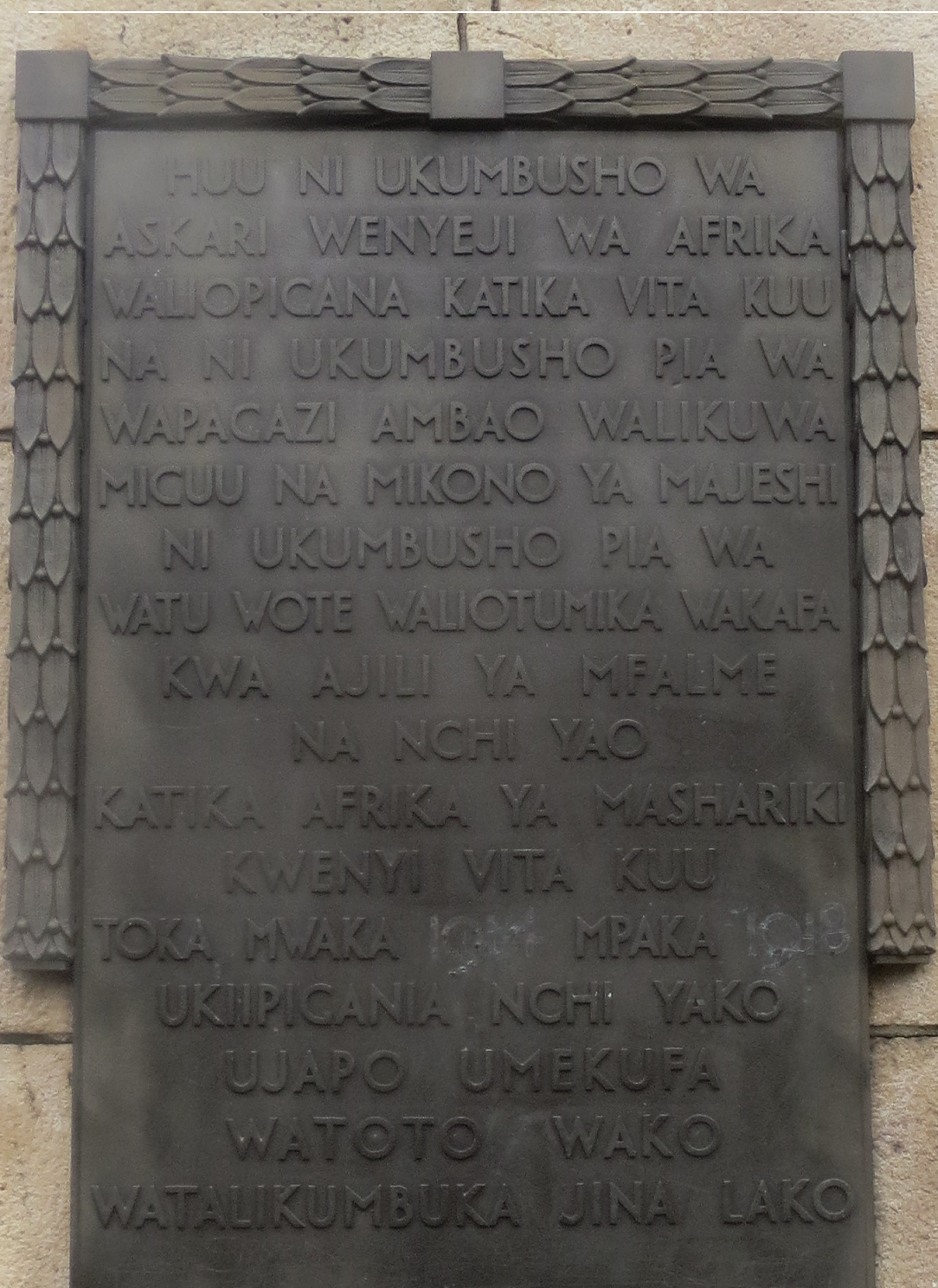
Inskrypcja – tekst w suahili (zapis łaciński)
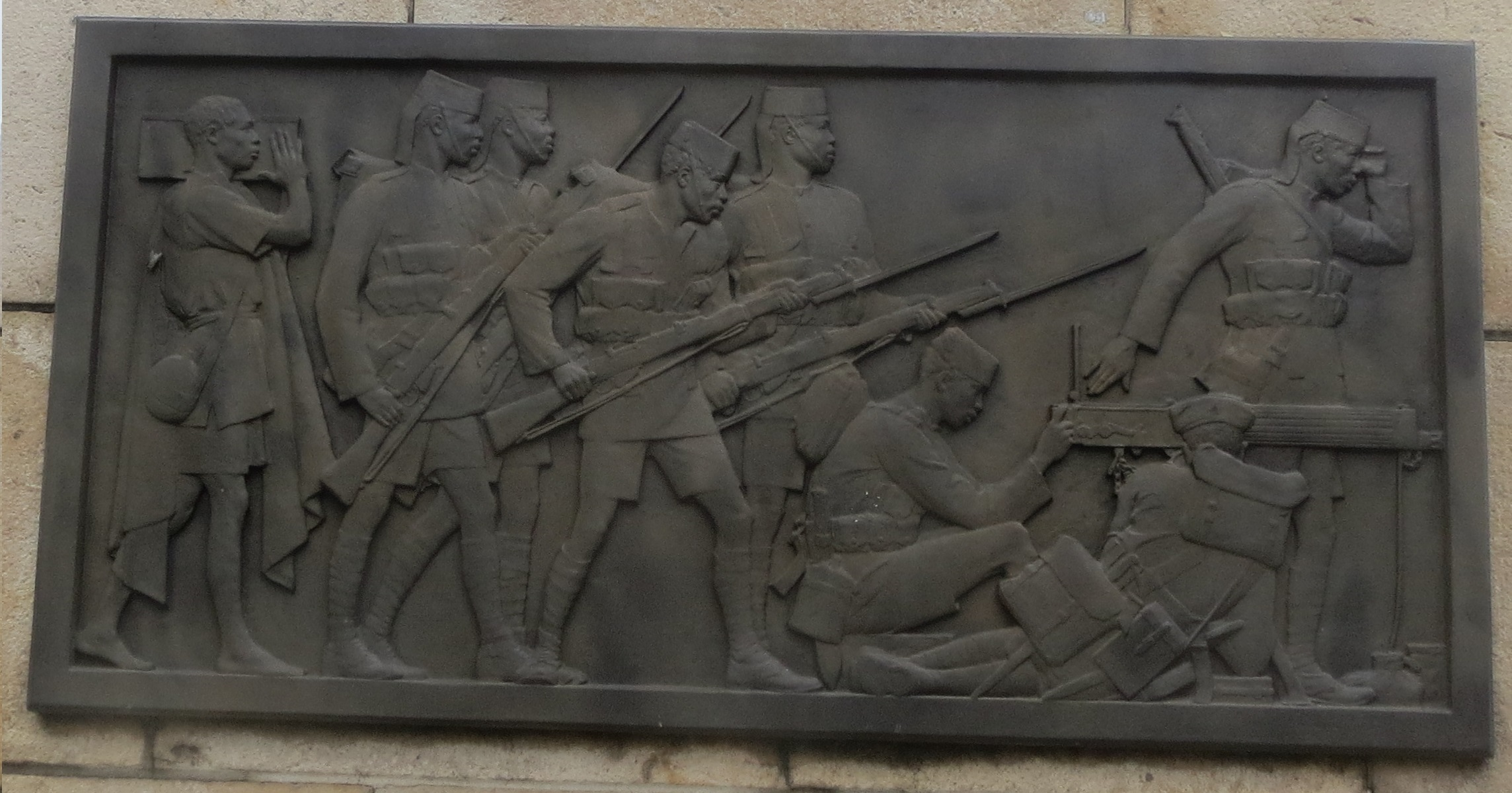
Plakieta pamiątkowa – walczący afrykańscy żołnierze
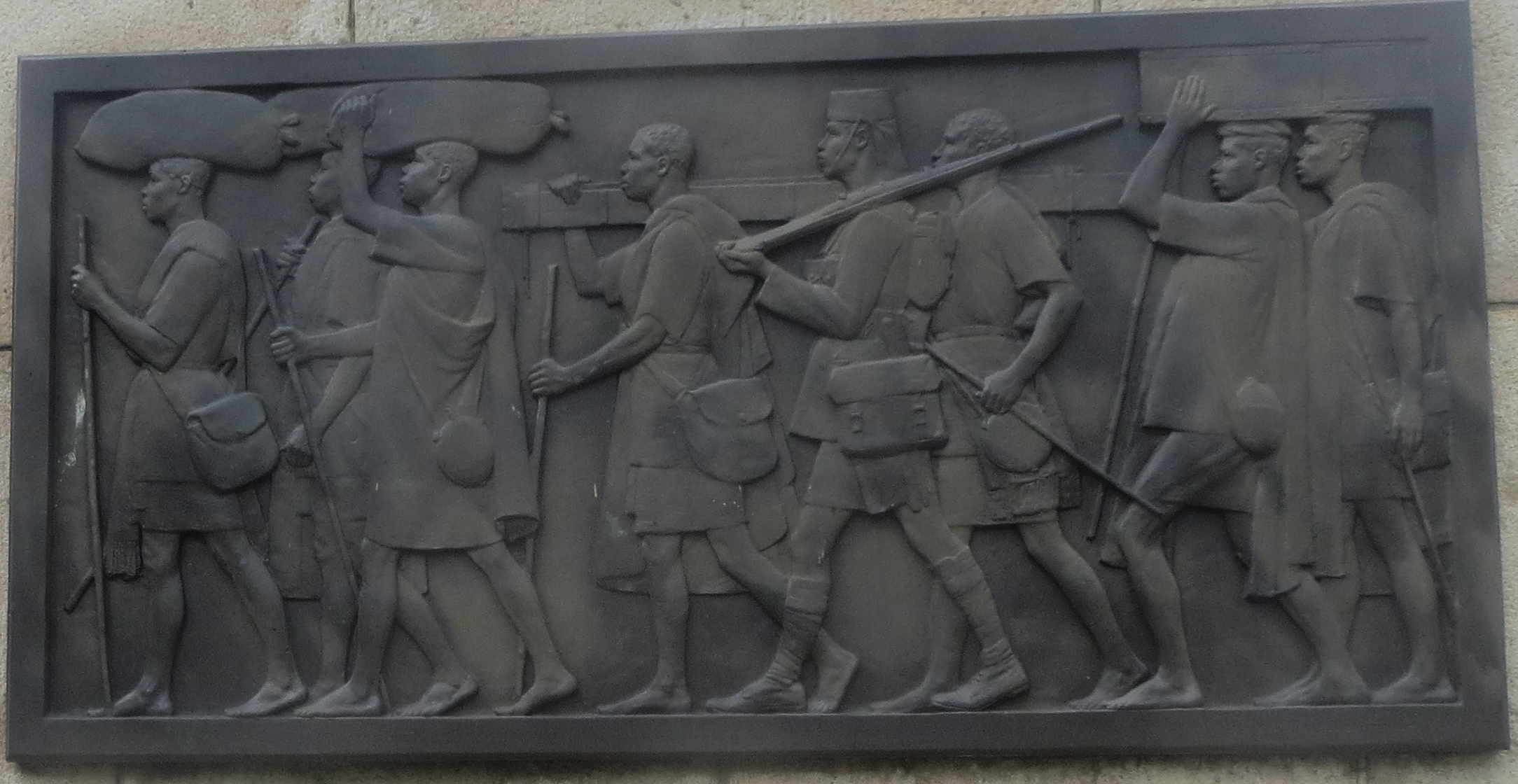
Plakieta pamiątkowa – tragarze Korpusu Transportowego